# Jordan Rodrigues
Pour l’article homonyme, voir Rodrigues (homonymie).
Jordan Rodrigues, né le 20 juillet 1992 à Sydney, est un acteur australien. Il est connu pour incarner Jai Fernandez dans Summer Bay et Christian Reed dans Dance Academy. 

## Biographie
Jordan Rodrigues est né à Sydney (Australie), de parents malaisiens. Il a un grand frère et une sœur.
Il est amateur de danse (en particulier le hip-hop, de jazz et d'acrobaties) de ski et de snowboard.

## Carrière
En octobre 2003, Jordan fait ses débuts dans la comédie musicale australienne du Roi Lion (au théâtre Capitol) où il incarne Simba. Il y joue durant deux ans et demi, trois fois par semaine.
Il se forme ensuite à Brent Street pendant plus de dix ans, il a étudié le jazz, le ballet, le hip hop, le théâtre et le chant.
En janvier 2008, il annonce qu'il veut devenir acteur et reçoit peu après le rôle de Jai Fernandez dans Summer Bay. En 2009, il est nommé pour le TV Week Silver Logie as Most Popular New Talent. Il obtient peu après le rôle de Christian Reed, un des rôles principaux de la série Dance Academy.
En 2013, il apparaît dans la mini-série australienne Better Man (en). 
De 2014 à 2018, il obtient un rôle récurrent dans l'émission familiale ABC The Fosters de la deuxième à la cinquième saison. Il incarne Mat, l'un des camarades de groupe de Brandon et le petit ami de Mariana.
De 2018 à 2019, il incarne Trey Emory, l'un des personnages principaux de la série originale Hulu Light as a Feather.

## Filmographie

### Cinéma
- 2015 : Breaking Through : JJ
- 2017 : Lady Bird de Greta Gerwig : Miguel
- 2017 : Dance Academy : Christian Reed
- 2017 : American Girls 6 : Confrontation mondiale : Blake
- 2020 : Mortal Kombat Legends : Scorpion's Revenge : Liu Kang (voix)

### Télévision
- 2008–2009 : Summer Bay : Jai Fernandez (214 épisodes)
- 2010–2013 : Dance Academy : Christian Reed (65 épisodes)
- 2013 : Camp : Greg (10 épisodes)
- 2014 : Better Man (en): Khoa Nguyen (4 épisodes)
- 2014–2018 : The Fosters : Mat Tan (41 épisodes)
- 2015 : Hawaii 5-0 : Carter Akana
- 2016 : Faking It : Dylan (3 épisodes)[5]
- 2018–2019 : Light as a Feather : Trey Emory (26 épisodes)
- 2019 : Los Angeles : Bad Girls : Arlo Bates (5 épisodes)
- 2020 : Moonbase 8 : Christopher
- 2022-2023 : Trésors perdus : le secret de Moctezuma (National Treasure : Edge of History) de Cormac et Marianne Wibberley : Ethan (série télévisée, 10 épisodes)

### Comédies musicales
- 2003 : Le Roi Lion : Simba